# Schild der Treue
Schild der Treue (spanisch: Escudo de fidelidad) war eine Auszeichnung, die der spanische König Ferdinand VII. stiftete. Stiftungstag war der 14. Dezember 1823. 
Sinn der Auszeichnung war die Ehrung von Personen für erwiesene Treue und Standhaftigkeit während des Trienio Liberal von 1820 bis 1823. Hierbei spielte das Verlassen der Heimat eine Rolle, die Verteidigung der Religion und die Verteidigung des Staates. Ausgezeichnet werden konnten Zivil- und Militärpersonen mit einer hohen Tapferkeit und besonderer Treue dem Herrscher gegenüber.
Per Dekret wurde am 24. Januar 1824 die verliehene Gnaden-Bezeugung aufgehoben.

## Ordensdekoration
Die Ordensdekoration gab es in zwei Ausführungen. Für Unteroffiziere war alles aus Seide mit eingesticktem Spruch „El Rey a la fidelidad“, etwa mit dem Sinn „dem König die Treue“.  Für Soldaten war diese Dekoration aus Wolle.
Die Auszeichnung wurde auf der linken Seite getragen.